# ブライス・ヤング
ブライス・ヤング（Bryce  Young, 2001年7月25日 - ）は、アメリカ合衆国ペンシルベニア州フィラデルフィア出身のプロアメリカンフットボール選手。NFLのカロライナ・パンサーズに所属している。ポジションはクォーターバック。

## 経歴

### ハイスクール
高校4年目のシーズンに4,528パスヤード、58のパッシングTDを記録し、ロサンゼルス・タイムズの高校最優秀選手賞、カリフォルニア州のゲータレード年間最優秀選手賞、USAトゥデイの高校最優秀攻撃選手賞を受賞した。
高校通算で13,520パスヤード、150のパッシングTDを記録し、世代最高のクォーターバックとして主要サイトから5つ星評価された。当初はUSCに進学予定だったが、進路を変更してアラバマ大学へ進学した。

### カレッジ
1年目の2020年シーズンはマック・ジョーンズの控えとして9試合に出場し、156パスヤード、1つのパッシングTDを記録した。このシーズン、チームはCFPナショナルチャンピオンシップで優勝した。

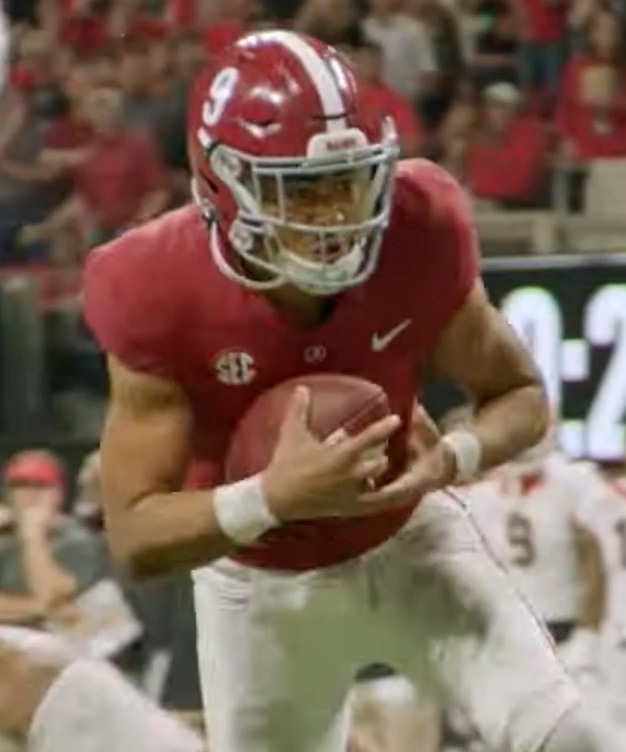
アラバマ大学でのヤング
（2021年）

ジョーンズが2021年のNFLドラフトで指名されてチームを去り、2021年シーズンから先発に定着した。2021年11月20日のアーカンソー大学戦で559パスヤードを記録し、アラバマ大学クォーターバックの1試合における最多パスヤード記録を更新した。チームは連覇を目指し2年連続でCFPナショナルチャンピオンシップに進出したが、ジョージア大学に敗れた。このシーズンはパス成功確率67%、4,872パスヤード、レーティング167.4を記録するなどエースとして活躍し、アラバマ大学出身のクォーターバックとしては史上初となるハイズマン賞を受賞した。他にもAP通信カレッジフットボール最優秀選手賞や、SEC最優秀攻撃選手賞など、数々の賞を受賞した。
2022年シーズン、ユタ州立大学との開幕戦で195パスヤード、100ラン獲得ヤードを記録して勝利した。このシーズンはパス成功確率64.5%、3,328パスヤードを記録した。シーズン終了後、2023年のNFLドラフトにアーリーエントリーした。
| シーズン | 試合 | 試合 | 試合 | パス | パス | パス      | パス   | パス | パス | パス             | パス           | ラン | ラン   | ラン | ラン | ラン |
| シーズン | 試合 | 先発 | 記録 | 成功 | 試投 | 成功 確率 | ヤード | 平均 | TD   | イン ター セプト | レー ティ ング | 回数 | ヤード | 平均 | TD   |      |
| -------- | ---- | ---- | ---- | ---- | ---- | --------- | ------ | ---- | ---- | ---------------- | -------------- | ---- | ------ | ---- | ---- | ---- |
| 2020     | 7    | 0    | -    | 13   | 22   | 59.1      | 156    | 7.1  | 1    | 0                | 133.7          | 9    | -23    | -2.6 | 0    |      |
| 2021     | 15   | 15   | 13-2 | 367  | 548  | 67.0      | 4,872  | 8.9  | 47   | 7                | 167.4          | 81   | 0      | 0.0  | 3    |      |
| 2022     | 12   | 12   | 10-2 | 245  | 380  | 64.5      | 3,328  | 8.8  | 32   | 5                | 163.2          | 49   | 185    | 3.8  | 4    |      |
| 通算     | 34   | 27   | 23-4 | 624  | 949  | 65.8      | 8356   | 8.8  | 80   | 12               | 165.0          | 139  | 162    | 1.2  | 7    |      |

### カロライナ・パンサーズ
| 5 ft 10+1⁄8 in (178 cm)         | 204 lb (93 kg) | 30+1⁄2 in (77 cm) | 9+3⁄4 in (25 cm) |
| All values from the NFL Combine |                |                   |                  |

2023年のNFLドラフトにて、全体1位でカロライナ・パンサーズから指名された。全体1位指名権は当初シカゴ・ベアーズが保持していたが、パンサーズがD・J・ムーアと複数のドラフト指名権とのトレードでこれを獲得していた。2023年7月29日に4年総額3790万ドルのルーキー契約を結んだ。

#### 2023年シーズン
アトランタ・ファルコンズとの開幕戦で先発出場してNFLデビューを果たし、ヘイデン・ハーストへのパスでキャリア初となるパッシングTDを記録したが、相手のジェシー・ベイツに2つのインターセプトを許し敗れた。第3週は足首の捻挫により欠場した。第8週のヒューストン・テキサンズ戦で235パスヤード、1つのパッシングTDを記録し、初勝利を記録した。
第15週のアトランタ・ファルコンズ戦では167パスヤード、95ヤードの決勝ドライブを成功させて9-7で勝利し、チームの連敗を6で止めた。翌週のグリーンベイ・パッカーズ戦では312パスヤード、2つのパッシングTDを記録するなどシーズン最高のパフォーマンスだったが、チームは30-33で敗れた。シーズン全体で2,877パスヤード、パス成功確率59.8%、11のパッシングTD、10のインターセプトを記録した。

#### 2024年シーズン
前年に続き開幕から先発QBを務めたが、第1週のニューオーリンズ・セインツ戦、第2週のロサンゼルス・チャージャーズ戦の2試合合計で3つのインターセプトを喫し、一方でパッシングTDは0という低調なパフォーマンスで、チームは連敗。第3週から控えに降格し、ベテランのアンディ・ダルトンが先発QBを務めるようになった。
ダルトンが交通事故で親指を捻挫して離脱したため、第8週のデンバー・ブロンコス戦から先発QBに復帰。この試合で224パスヤード、2つのパッシングTDを記録したが、14-28で敗れた。翌週のニューオーリンズ・セインツ戦、翌々週のニューヨーク・ジャイアンツ戦の2試合合計で297パスヤード、2つのパッシングTD、1つのインターセプト、パス成功確率60.8%を記録し、チームを2022年シーズン以来となる連勝に導いた。
第12週のカンザスシティ・チーフス戦では35本中21本のパスを成功させて263パスヤード、1つのパッシングTDを記録する活躍だったが、試合は27-30で惜しくも敗れた。第16週のアリゾナ・カージナルス戦では3本のパッシングTDを記録する活躍で、36-30で勝利。敗れたカージナルスはプレーオフ進出の可能性が消滅した。アトランタ・ファルコンズとのシーズン最終戦では251パスヤード、3つのパッシングTD、2つのラッシングTDを記録するシーズン最高のパフォーマンスで、試合は44-38で勝利した。
先発復帰後は4勝6敗、パス成功確率61.8%、2,104パスヤード、15のパッシングTD、6つのインターセプトと一定の成績を残した。シーズン終了後、ヘッドコーチのデイブ・カナレスは2025年シーズンも引き続きヤングが先発を務めることを発表した。

## 人物
同学年で同じクォーターバックのC・J・ストラウドとは高校時代からの友人であり、2023年のNFLドラフトでは自身が全体1位、ストラウドが2位で指名された。

## 詳細情報

### 年度別成績
| 説明 | 説明       |
| ---- | ---------- |
|      | リーグ最多 |

#### レギュラーシーズン
| シーズン | チーム | 試合 | 試合 | 試合 | パス | パス | パス      | パス   | パス | パス | パス | パス             | パス           | ラン | ラン   | ラン | ラン | ラン | サック   | サック      | ファンブル | ファンブル |
| シーズン | チーム | 試合 | 先発 | 記録 | 成功 | 試投 | 成功 確率 | ヤード | 平均 | 最長 | TD   | イン ター セプト | レー ティ ング | 回数 | ヤード | 平均 | 最長 | TD   | 被サック | 喪失 ヤード | ファンブル | ロスト     |
| -------- | ------ | ---- | ---- | ---- | ---- | ---- | --------- | ------ | ---- | ---- | ---- | ---------------- | -------------- | ---- | ------ | ---- | ---- | ---- | -------- | ----------- | ---------- | ---------- |
| 2023     | CAR    | 16   | 16   | 2-14 | 315  | 527  | 59.8      | 2,877  | 5.5  | 48   | 11   | 10               | 73.7           | 39   | 253    | 6.5  | 26   | 0    | 62       | 477         | 11         | 6          |
| 通算     | 通算   | 16   | 16   | 2-14 | 315  | 527  | 59.8      | 2,877  | 5.5  | 48   | 11   | 10               | 73.7           | 39   | 253    | 6.5  | 26   | 0    | 62       | 477         | 11         | 6          |